# Abhisit Vejjajiva
Abhisit Vejjajiva (en tailandés: อภิสิทธิ์ เวชชาชีวะ; Newcastle upon Tyne, Reino Unido, 3 de agosto de 1964) es un político de Tailandia, líder del Partido Demócrata, primer ministro del país desde el 15 de diciembre de 2008 al 5 de agosto de 2011, cuando fue sustituido por Yingluck Shinawatra, que obtuvo mayoría absoluta en las elecciones generales de 2011.

## Biografía

### Primeros años y educación
Abhisit nació en Newcastle-upon-Tyne en el Reino Unido. Hijo del Dr. Athasit Vejjajiva y la Dra. Sodsai Vejjajiva. Sus padres fueron ambos médicos y su padre fue también un influyente político tecnócrata.
Después de estudiar en la Universidad de Chulalongkorn, se trasladó a la Scaitcliffe School, completando su educación secundaria en el Eton College.
Abhisit fue admitido en St John's College, Oxford, donde se graduó de Bachiller (first class honours) en Filosofía, Política y Economía. Enseñó brevemente en la Real Academia Militar de Chulachomklao, pero regresó a Oxford para obtener el grado de Máster en Economía. Luego se convirtió en profesor de la Facultad de Economía de la Universidad de Thammasat. En 1990 también obtuvo la licenciatura en Derecho por la Universidad de Ramkhamhaeng.
Formado en la Universidad de Oxford se graduó en Filosofía, Ciencias Políticas y Economía, obteniendo más tarde el Máster en economía y el graduado en Derecho. Fue profesor de Economía en la Universidad de Thammasat.

### Carrera política

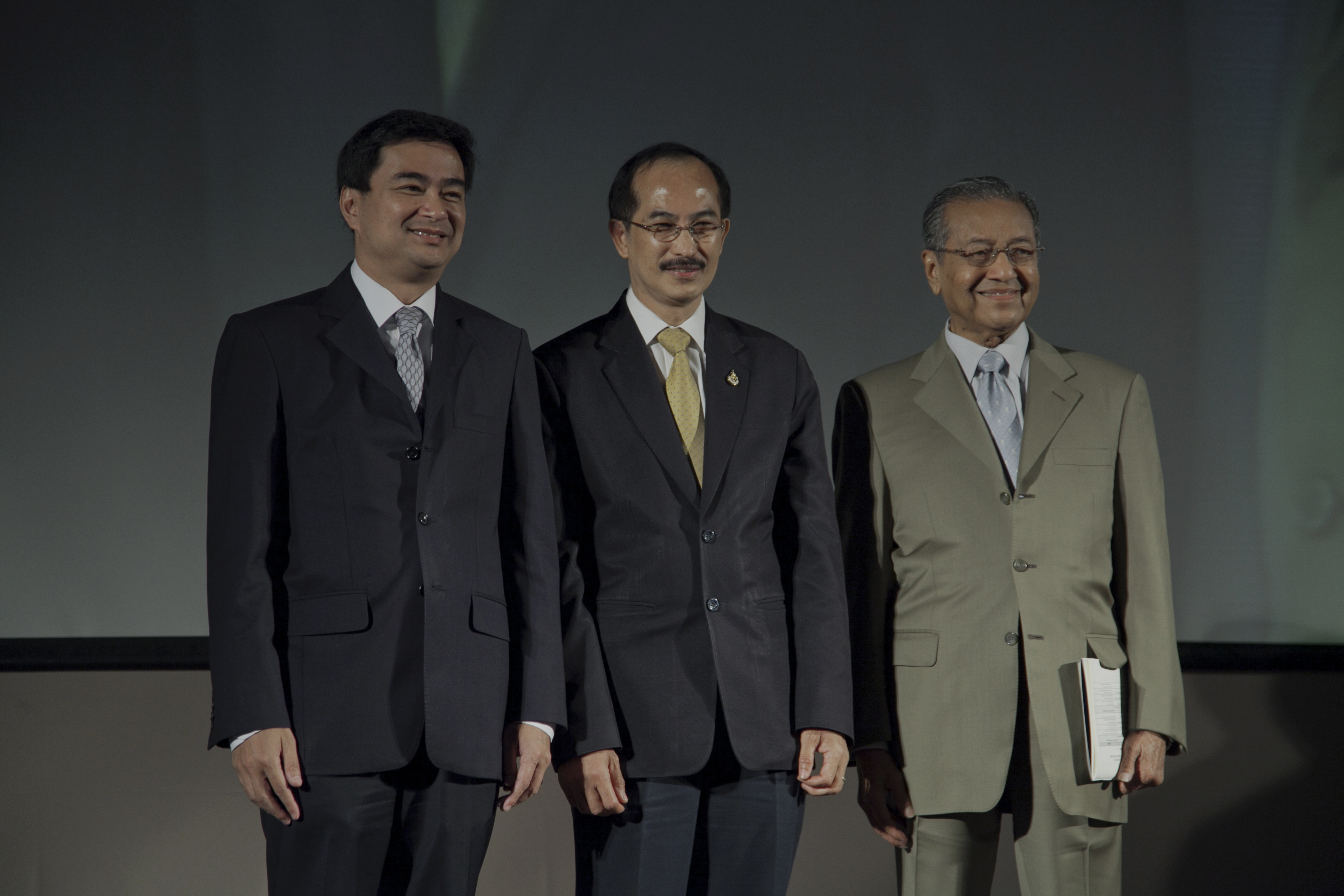
Abhisit junto a ex Primer ministro de Malasia Mahathir Mohamad (7 de septiembre de 2012)

La primera vez que accedió al Parlamento fue en 1992, siendo reelegido en 1995 y 1996. Después regresó en 2001 y 2005 por el Partido Demócrata de Tailandia. Durante su carrera política ha sido portavoz del Gobierno, vicesecretario del primer ministro en Asuntos Exteriores y ministro de la Presidencia.
Líder de la oposición desde febrero de 2005, fue la figura central del boicot a las elecciones legislativas del 2 de abril de 2006 que dieron la victoria, posteriormente invalidada por los tribunales, a Thaksin Shinawatra, elegido entonces primer ministro hasta que fue derrocado por el golpe de Estado del 19 de septiembre siguiente.
Tras la retirada del primer ministro Samak Sundaravej durante la crisis de 2008, Vejjajiva perdió la votación en la Asamblea Nacional que eligió al nuevo primer ministro frente al nuevo líder del Partido del Poder del Pueblo (PPP), Somchai Wongsawat, por 163 a 298 votos. El 2 de diciembre de 2008, el Tribunal Constitucional de Tailandia decidió prohibir las formaciones política que conformaban el bloque de gobierno por fraude en las elecciones de 2007, incluyendo al PPP, y el primer ministro fue cesado, siendo sucedido de forma provisional por el vice primer ministro, Chavarat Charnvirakul.
Cuando se hizo evidente que otro gobierno formado por el Phak Pheu Thai, sucesor del Partido del Poder del Pueblo, no iba a poder formar gobierno con los restos del partido Nación Tailandesa y del Partido Democrático Neutral, Vejjajiva, con el apoyo de su propio partido y de parte de los diputados que formaban la antigua coalición de gobierno, entre ellos Newin Chidchob y otros 37 diputados del PPP, se formó una nueva mayoría en la Asamblea Nacional que, mediante votación, le eligió el 15 de diciembre de 2008 como nuevo primer ministro con 235 votos a favor y 198 en contra, frente a Pracha Promnok.
Tras las elecciones generales de 2011, perdió la mayoría del parlamento en beneficio de Yingluck Shinawatra, líder del Puea Thai, que obtuvo 265 escaños de los 500 que conformaban el parlamento, siendo investida como primer ministro el 5 de agosto de 2011.

## Sucesión
| Predecesor: Chavarat Charnvirakul | Primer ministro de Tailandia 2008-2011 | Sucesor: Yingluck Shinawatra |